# Evropská unie v roce 2022
Události v Evropské unii v roce 2022.

## Úřadující
- Předseda Evropské rady:
  -  Charles Michel
- Předseda Komise:
  -  Ursula von der Leyenová
- Předsednictví Rady:
  -  Francie (leden – červen 2021)
  -  Česko (červenec – prosinec 2021)
- Předseda Parlamentu:
  -  Roberta Metsolová
- Vysoký představitel:
  -  Josep Borrell

## Události

### Leden
- 1. ledna – Francie převzala předsednictví Rady Evropské unie.
- 6. ledna – Litevská vláda oznámila, že neprodlouží výjimečný stav na vnějších hranicích s Běloruskem.[1]
- 16. ledna – Srbové v referendu hlasovali o schválení ústavní reformy, která by srbský soudní systém přiblížila k modelu požadovanému pro vstup země do Evropské unie.[2]
- 27. ledna – Evropská léková agentura podmíněně schválila použití perorálního léku na covid-19 od firmy Pfizer Paxlovid pro vysoce rizikové dospělé pacienty.[3]

### Únor
- 1. února – Evropská unie omezila platnost digitálního certifikátu EU COVID na pouhých devět měsíců po obdržení druhé dávky vakcíny proti covidu-19.[4]
- 16. února – Evropský soudní dvůr zamítl námitky Polska a Maďarska proti regulacím a potvrdil, že jsou v souladu se smlouvami Evropské unie. To Evropské komisi umožnilo pozastavit finanční prostředky z rozpočtu EU členským státům majícím problémy s právním státem s rizikem ovlivnění správy finančních prostředků EU.[5]
- 21. února – Evropská unie prohlásila, že je připravená uvalit sankce na Rusko, pokud země uzná Doněckou lidovou republiku a Luhanskou lidovou republiku, separatistické regiony Ukrajiny, které vyhlásily nezávislost v roce 2014. Ukrajina považovala tyto kvazistáty za teroristické.[6]
- 22. února – Ministři zahraničí členských států Evropské unie se shodli na balíčku nových sankcí proti Rusku.[7]
- 24. února – Evropská unie prohlásila, že v odpovědi na invazi představí ten „nejsilnější, nejdrsnější balíček“ sankcí proti ruské ekonomice.[8]
- 25. února – Evropská unie zmrazila veškerý majetek ruského prezidenta Vladimira Putina a ministra zahraničí Sergeje Lavrova v EU.[9]
- 27. února –
  - Evropská unie prohlásila, že poskytne stíhací letouny a zafinancuje 500 milionů eur na nákup a dodávku zbraní na Ukrajinu, což bylo poprvé, kdy tak EU učinila. EU rovněž slíbila poskytnout 50 milionů eur na zdravotnické potřeby.[10]
  - Evropská unie, Japonsko, Kanada, Spojené království a Spojené státy americké zmrazily všechna aktiva Ruské centrální banky a Ruského fondu národního bohatství spadající pod jejich jurisdikci, čímž chtěly zabránit využití více než třetiny ruských devizových rezerv ve výši 630 miliard USD.[11]
  - Vzdušný prostor Evropské unie byl uzavřen pro ruská letadla.[12]
  - Evropská unie uvalila na Bělorusko sankce zakazující dovoz některých komodit, včetně dřeva, oceli, paliv získaných z ropy a cementu.[13]
- 28. února –
  - Jako odvetu za zákaz vletu ruských letadel do vzdušného prostoru EU ruské úřady zakázaly leteckým společnostem z EU a Spojeného království přistávat v ruském vzdušném prostoru nebo jej přelétávat.[14]
  - Ukrajinský prezident Volodymyr Zelenskyj podepsal žádost země o vstup do Evropské unie.[15]
  - Německá ministryně zahraničí Annalena Baerbocková reagovala na žádost Volodymyra Zelenského o přistoupení do EU a řekla, že vstup do Unie nelze uskutečnit během několika měsíců.[16]
  - Prezidenti 8 členských zemí EU: Bulharska, České republiky, Estonska, Litvy, Lotyšska, Polska, Slovenska a Slovinska společně podepsali otevřený dopis vyzývající ostatní členské státy k okamžitému udělení statusu kandidátské země Ukrajině.

### Březen
- 1. března – Evropský parlament formálně přijal žádost o přijetí Ukrajiny do EU.[17]
- 2. března – Evropská unie odstranil z mezinárodního systému SWIFT sedm ruských bank, včetně VTB Bank, Novikombank, Promsvyazbank, Rossiya Bank, Sovcombank a VEB.RF.[18]
- 3. března –
  - Gruzie i Moldavsko oznámily, že zažádají o členství v Evropské unii.[19][20]
  - Ruská televizní síť RT byla v EU a Spojeném království stažena z vysílání kvůli zpravodajství o ruské invazi na Ukrajinu.[21]
- 11. března – EU oznámila, že zakáže veškerý dovoz železného a ocelového zboží z Ruska, zakáže vývoz luxusního zboží do Ruska a zmrazí ruská kryptoměnová aktiva.[22]
- 25. března – Finská státní skupina VR Group oznámila, že 28. března pozastaví veškeré vlakové spoje na železnici z Riihimäki do Petrohradu, spojující Helsinky a Petrohrad. Pozastavení uzavřelo pro Rusy jednu z posledních možných cest, kudy se mohli s využitím veřejné dopravy do Evropské unie dostat.[23]

### Duben
- 1. dubna – Předsedkyně Evropského parlamentu Roberta Metsolová cestovala do Kyjeva na setkání s ukrajinským prezidentem Volodymyrem Zelenskym a předsedou Verchovny Rady Ruslanem Stefančukem. Následně promluvila k Verchovně radě. Metsolová se stala prvním představitelem EU, který navštívil Ukrajinu od začátku ruské invaze.[24]
- 9. dubna – Vysoký představitel EU Josep Borrell oznámil, že Evropská unie a Itálie po dočasném přesunu do Lvova obnoví své diplomatické operace v Kyjevě.[25]
- 12. dubna – Evropská unie přerušila některé ze svých vojenských aktivit v Mali kvůli údajnému zapojení ruských soukromých vojenských společností do konfliktu, zvlášť během březnového obléhání Moury.[26]
- 27. dubna – Evropská komise navrhla na jeden rok zrušit všechna cla na ukrajinské produkty, na které se nevztahovala asociační dohoda mezi Evropskou unií a Ukrajinou, a zároveň uvolnit obchodní podmínky pro ostatní zboží. Dočasné pozastavení pravidel ještě podléhalo schválení Evropského parlamentu a členských států.[27]

### Květen
- 4. května – Evropská unie navrhla zakázat do konce roku veškerý dovoz ruské ropy a také vyjmout ruskou největší banku, Sberbank, ze SWIFTu.[28]
- 8. května – Evropská unie doporučila, aby Spojené státy americké vyjmuly íránské revoluční gardy z černé listiny teroristických organizací.[29]
- 11. května – Agentura Evropské unie pro bezpečnost letectví (EASA) a Evropské středisko pro prevenci a kontrolu nemocí (ECDC) oznámily ve společném prohlášení, že od příštího týdne nejsou na letištích a při letu povinné roušky. EASA však žádala cestující, aby „se chovali zodpovědně a respektovali volby ostatních kolem sebe“. ECDC doporučilo, aby se cestující i nadále sociálně distancovali.[30]
- 20. května – Rusko oznámilo, že následujícího dne ve 4.00 GMT přeruší dodávky zemního plynu do Finska kvůli odmítnutí země vyhovět ruskému požadavku, aby byl plyn placen v rublech.[31]
- 21. května – Ruský Gazprom pozastavil vývoz zemního plynu do Finska kvůli tomu, že Finsko odmítlo vyhovět ruskému požadavku, aby se za plyn platilo v rublech.[32]
- 30. května – Po týdnech projednávání se všechny členské státy Evropské unie dohodly na uvalení ropného embarga na většinu dovozu ropy z Ruska (s výjimkou ropovodů), které mělo být plně implementováno do konce roku, a odříznutí Sberbank od mezinárodního systému SWIFT.[33]
- 31. května – Spojené království a Evropská unie se dohodly na zavedení zákazu pojištění ruských ropných tankerů, které mělo být postupně zaváděno za 6 měsíců. To fakticky učinilo velkou většinu ropných tankerů nepojistitelnými, protože většina pojišťujících institucí se nacházela v západní Evropě.[34]

### Červen
- 1. června – Předvolební průzkumy ukázaly, že přibližně dvě třetiny Dánů hlasovaly pro to, aby se Dánsko připojilo ke Společné bezpečnostní a obranné politice Evropské unie, čímž skončila 30letá dánská politika neúčasti.[35]
- 7. června – Evropská komise souhlasila, že do podzimu 2024 udělá z USB-C společný nabíjecí port pro všechny mobilní telefony, tablety a fotoaparáty v Evropské unii.[36]
- 9. června – 
  - Polsko se rozhodlo zrušit výjimečný stav, který byl vyhlášen kvůli pokusům migrantů překročit bělorusko-polskou hranici s tím, že hraniční bariéra, kterou budovalo, byla z větší části dokončena.[37]
  - Evropský parlament přijal usnesení, v němž vyzval ke změně smluv Evropské unie s cílem zrušit zásadu jednomyslnosti při rozhodování o sankcích a zahraniční politice a přiznat Parlamentu právo na legislativní iniciativu.[38]
- 13. června – Britská vláda potvrdila, že bude pokračovat v plánech na změnu Severoirského protokolu, aby se usnadnil tok zboží mezi Velkou Británií a Severním Irskem. Evropská unie obvinila Spojené království z porušování mezinárodního práva tím, že porušilo dohodu uzavřenou během jednání o brexitu.[39]
- 14. června – Evropská unie odstranila největší ruskou banku Sberbank, Ruskou zemědělskou banku a Moskevskou kreditní banku z mezinárodního platebního systému SWIFT v rámci dalšího kola ekonomických sankcí vůči Rusku uvalených kvůli jeho invazi na Ukrajinu.[40]
- 15. června – Evropská unie zahájila právní kroky proti Spojenému království kvůli údajnému porušení pobrexitových dohod týkajících se Severoirského protokolu.[41]
- 17. června – Evropská komise doporučila, aby Evropská rada udělila Ukrajině status kandidátské země.
- 19. června – Evropská unie odsoudila „strukturálně nedostatečný“ soudní systém v Bolívii a nevyhovující proces s Jeanine Áñezovou a žádala její propuštění.[42]
- 23. června – Evropská unie formálně udělila status kandidátské země Ukrajině a Moldavsku.[43]
- 24. června – Bulharsko zrušilo své veto proti snaze Severní Makedonie vstoupit do Evropské unie.[44]
- 30. června – Evropská unie podepsala dohodu o volném obchodu s Novým Zélandem.[45]

### Červenec
- 1. července – Česko převzalo předsednictví Rady Evropské unie.
- 12. července – Evropská unie formálně přijala Chorvatsko jako dvacátého člena eurozóny. Chorvatsko očekávalo přijetí měny bloku k 1. lednu 2023.[46]
- 13. července – Evropská komise po ruských hrozbách vůči Litvě povolila Rusku obnovit přepravu zboží, na které bylo uvaleno embargo, po železnici do své exklávy Kaliningrad. Tranzit vojenského materiálu přes litevské území však zůstal zakázán.[47]
- 16. července – Parlament Severní Makedonie schválil návrh na změnu ústavy s cílem uznat její bulharskou menšinu a zároveň se zavázal projednat zbývající otázky s bulharskou vládou. Bulharsko na oplátku mělo umožnit zahájení rozhovorů o členství s Evropskou unií.[48]
- 19. července – V Bruselu začala jednání o přistoupení Severní Makedonie a Albánie k Evropské unii.[49]
- 20. července – Evropská unie zakázala dovoz zlata z Ruska a zmrazila aktiva Sberbank.[50]
- 22. července – Evropská komise zahájila čtyři nové právní kroky proti Spojenému království za údajné porušení brexitové dohody v souvislosti s přijetím zákona o Severoirském protokolu.[51]
- 26. července – Ministři energetiky Evropské unie schválili legislativu, která od srpna do března 2023 měla snížit poptávku některých členských zemí po plynu o 15 %.[52]
- 27. července – Ruská energetická společnost Gazprom snížila množství zemního plynu proudícího plynovodem Nord Stream 1 z Ruska do Evropy na 20 % kapacity plynovodu.[53]
- 28. července – Úřady v německém Hannoveru uprostřed energetické krize, která nastala poté, co Gazprom omezil dodávky plynu do Německa prostřednictvím svého plynovodu Nord Stream, vypnuly topení a přešly na studené sprchy ve všech veřejných budovách a také vypnuly veřejné vodní fontány.[54]

### Srpen
- 9. srpen – Ruská společnost Transněft uvedla, že Ukrajina pozastavila tok ruské ropy ropovodem Družba do Česka, Maďarska a Slovenska poté, co nebyla schopna zaplatit tranzitní poplatky ukrajinskému provozovateli ropovodu UkrTransNafta. Česká společnost Mero prohlásila, že očekává obnovení dodávek potrubím během několika dnů.[55]
- 18. srpen – Statistický úřad Evropské unie uvedl, že inflace v eurozóně se v červenci zvýšila na rekordních 8,9 %.[56]

### Září
- 24. září – Den před italskými parlamentními volbami v roce 2022 byla předsedkyně Evropské komise Ursula von der Leyenová dotázána na možné spojence Vladimira Putina v italském politickém systému a nadcházející volby. Odpověděla, že „pokud věci půjdou těžkým směrem, mluvila jsem o Maďarsku a Polsku, máme nástroje“. Komentář vyvolal silný odpor od některých italských politiků, zejména od Salviniho a Renziho.[57][58]
- 25. září – V italských parlamentních volbách v roce 2022 se volilo všech 400 křesel v Poslanecké sněmovně a 200 křesel v Senátu republiky.[59] Pozorovatelé poznamenali, že výsledky posunuly geopolitiku Evropské unie v návaznosti na zisky krajní pravice ve Francii, Španělsku a Švédsku.[60][61][62] Také zaznělo, že z výsledku voleb vzešla první italská krajně pravicová vláda a nejpravicovější vláda země od roku 1945.[63][64][65]